# Bernard Occelli
Bernard Occelli (Cannes, 1961. május 19. –) francia rali-navigátor. 1994-ben Didier Auriol navigátoraként megnyerte a rali-világbajnokságot.

## Pályafutása
1984-ben a későbbi európa-bajnok, Yves Loubet navigátoraként, a Monte Carlo-ralin debütált a világbajnokság mezőnyében. 1984 és 1996 között Didier Auriol társaként vett részt világbajnoki versenyeken. Ez időszak alatt megfordultak a Lancia, valamint a Toyota gyári csapatában. 1994-ben, első francia párosként világbajnokságot nyertek. Auriolal hatvannyolc világbajnoki versenyen vett részt, melyből tizenhatszor első, és további tizenhatszor dobogós helyen ért célba.
Tizenhat győzelmével, és egy világbajnoki címével a legsikeresebb francia navigátornak számít a világbajnokság történelmében.

### Rali-világbajnoki győzelmei
| #   | Dátum                  | Rali             | Versenyző     | Autó                       | Összefoglaló |
| --- | ---------------------- | ---------------- | ------------- | -------------------------- | ------------ |
| 1.  | 1988. május 3-6        | Korzika-rali     | Didier Auriol | Ford Sierra RS Cosworth    | Összefoglaló |
| 2.  | 1989. április 23-26    | Korzika-rali     | Didier Auriol | Lancia Delta Integrale     | Összefoglaló |
| 3.  | 1990. január 19-25     | Monte Carlo-rali | Didier Auriol | Lancia Delta Integrale 16V | Összefoglaló |
| 4.  | 1990. május 6-9        | Korzika-rali     | Didier Auriol | Lancia Delta Integrale 16V | Összefoglaló |
| 5.  | 1990. október 14-18    | San Remo-rali    | Didier Auriol | Lancia Delta Integrale 16V | Összefoglaló |
| 6.  | 1991. október 13-17    | San Remo-rali    | Didier Auriol | Lancia Delta Integrale 16V | Összefoglaló |
| 7.  | 1992. január 23-28     | Monte Carlo-rali | Didier Auriol | Lancia Delta HF Integrale  | Összefoglaló |
| 8.  | 1992. május 3-6        | Korzika-rali     | Didier Auriol | Lancia Delta HF Integrale  | Összefoglaló |
| 9.  | 1992. máj 31-jún 3     | Akropolisz-rali  | Didier Auriol | Lancia Delta HF Integrale  | Összefoglaló |
| 10. | 1992. július 22-25     | Argentin rali    | Didier Auriol | Lancia Delta HF Integrale  | Összefoglaló |
| 11. | 1992. augusztus 27-30  | Finn rali        | Didier Auriol | Lancia Delta HF Integrale  | Összefoglaló |
| 12. | 1992. szeptember 19-22 | Ausztrál rali    | Didier Auriol | Lancia Delta HF Integrale  | Összefoglaló |
| 13. | 1993. január 21-17     | Monte Carlo-rali | Didier Auriol | Toyota Celica Turbo 4WD    | Összefoglaló |
| 14. | 1994. május 5-7        | Korzika-rali     | Didier Auriol | Toyota Celica Turbo 4WD    | Összefoglaló |
| 15. | 1994. jún 30 - júl 2   | Argentin rali    | Didier Auriol | Toyota Celica Turbo 4WD    | Összefoglaló |
| 16. | 1994. október 9-12     | San Remo-rali    | Didier Auriol | Toyota Celica Turbo 4WD    | Összefoglaló |